# Merced (rivière)
Pour les articles homonymes, voir Merced.
 (octobre 2016).
Si vous disposez d'ouvrages ou d'articles de référence ou si vous connaissez des sites web de qualité traitant du thème abordé ici, merci de compléter l'article en donnant les références utiles à sa vérifiabilité et en les liant à la section « Notes et références ».
La Merced (anglais : Merced River) est un cours d'eau qui coule dans l'État de Californie, à l'Ouest des États-Unis. Elle est un affluent droit du San Joaquin qui se trouve dans la vallée Centrale de Californie et qui se jette dans la baie de San Francisco. Elle naît dans la chaîne de la Sierra Nevada et traverse le parc national de Yosemite.

## Histoire
En 2022, alors que la Californie souffre d'une importante sécheresse et que le gouvernement de l'État met en place des mesures de restriction d'eau, l'eau de la rivière est quasi-intégralement pompée par les agriculteurs. 

## Débit
Le cours de la Merced est presque tari pendant quatre mois.